# 1996 no teatro

## Nascimentos
| Data           | Nome          | Profissão | Nacionalidade | Observações | Ref |
| -------------- | ------------- | --------- | ------------- | ----------- | --- |
| 13 de dezembro | Cadu Paschoal | ator      | Brasil        |             |     |

## Mortes
| Data           | Nome              | Profissão             | Nacionalidade                              | Observações | Ref |
| -------------- | ----------------- | --------------------- | ------------------------------------------ | ----------- | --- |
| 22 de janeiro  | Rubens Correia    | ator                  | Brasil                                     | n. 1931     |     |
| 2 de fevereiro | Gene Kelly        | ator                  | Estados Unidos                             | n. 1912     |     |
| 14 de abril    | Beatriz Costa     | actriz                | Reino Unido de Portugal, Brasil e Algarves | n. 1907     |     |
| 12 de junho    | Romeu Correia     | escritor e dramaturgo | Portugal                                   | n. 1917     |     |
| 25 de julho    | Edith Siqueira    | atriz                 | Brasil                                     | n. 1956     |     |
| 28 de agosto   | Dulcina de Moraes | atriz                 | Brasil                                     | n. 1908     |     |